# Kretawaterjuffer
De Kretawaterjuffer (Coenagrion intermedium) is een libellensoort uit de familie van de waterjuffers (Coenagrionidae), onderorde juffers (Zygoptera).
De Kretawaterjuffer staat op de Rode Lijst van de IUCN als kwetsbaar, beoordelingsjaar 2010. De soort komt alleen voor op Kreta.
Coenagrion intermedium is in 1990 voor het eerst wetenschappelijk beschreven door Lohmann.